# Riville
Riville – miejscowość i gmina we Francji, w regionie Normandia, w departamencie Sekwana Nadmorska.
Według danych na rok 1990 gminę zamieszkiwało 280 osób, a gęstość zaludnienia wynosiła 38 osób/km² (wśród 1421 gmin Górnej Normandii Riville plasuje się na 631. miejscu pod względem liczby ludności, natomiast pod względem powierzchni na miejscu 509.).